# اروین دیل
اروین دیل (انگلیسی: Erwin Deyhle; ۱۹ ژانویهٔ ۱۹۱۴ – دسامبر ۱۹۸۹ (aged 75)) بازیکن فوتبال اهل آلمان بود.
از باشگاه‌هایی که در آن بازی کرده‌است می‌توان به باشگاه فوتبال اشتوتگارت اشاره کرد.
وی همچنین در تیم ملی فوتبال آلمان بازی کرده‌است.